# Falealili
Falealili ist eine Dorfschaft (Faipule-Distrikt) sowie ein Wahlkreis in Samoa mit 13 Dörfern. Durchschnittlich leben zwischen 500 und 1000 Menschen in diesen Dörfern. Falealili gehört zum politischen Distrikt Atua im Südosten der Insel Upolu. Nach einem Eintrag im Brockhaus von 1911 war es ein Hafen und seinerzeit wohl der größte Ort der Insel.

## Geschichte
Im Deutschen Kolonial-Lexikon von 1920 heißt es zu Falealili: „Hielt politisch fast immer zu den Malietoa, von denen der M. Ganasavea den Titel Tui samoa vergab, der in Sàga verliehen wird. Sàga allein besteht aus mehreren kleinen Dorfteilen; daneben sind noch 5 große Dorfteile vorhanden. Ein isoliertes Riff mit einer Koralleninsel darauf schafft bei Sàga einen guten Ankerplatz für kleinere Schiffe. Der Dorfteil Salani ist berühmt als Heimat des Königs (Tupua), wo auch Salamasina (Anmerkung: eine auf Samoa bekannte Königin) wohnte …“ Zudem sei dort eine Missionsstation der Londoner Gesellschaft in Logologo etabliert.
Das deutsche Kriegsschiff Ariadne besetzte den Hafen und Ort (sowie auch Saluafata an der Nordostküste der Insel Upolu) am 16. Juli 1878 für das Deutsche Reich. Im Januar 1879 wurde die Besetzung wieder beendet durch den Abschluss eines "Freundschaftsvertrages" mit den örtlichen Herrschern. Damit begann die deutsche Verwicklung in Kolonialkonflikte mit den USA, die im Falle Samoas im Jahre 1899 zur Teilung der Inselgruppe zwischen den beiden Kolonialmächten führte.
1913 wurde in Falealili die „Regierungsstation Süd-Upolu“ der deutschen Kolonialherrschaft für die lokale Verwaltung des Südens der Insel Upolu eingerichtet.

## Wirtschaft
In Falealili wird vor allem Landwirtschaft und Fischerei betrieben, es gibt aber auch einen Ferienclub („Salani Surf Resort“) und den OleʻPupupue-Nationalpark in der Nähe des Togitogiga-Wasserfalls. Gegenüber von dem Dorf Poutasi liegt die unbewohnte Insel Nuʻusafeʻe.